# Hilary Hahn
Hilary Hahn (Lexington, 27 novembre 1979) è una violinista statunitense.
Universalmente ritenuta una virtuosa di questo strumento, ha vinto tre Premi Grammy e numerosi altri premi. Parla inglese, tedesco, francese e giapponese. Dopo aver cominciato a suonare violino a 4 anni con il metodo Suzuki, a dieci decide di lasciare la scuola per potersi dedicare alla musica.

## Giovinezza e prime esperienze
Ha iniziato a suonare il violino un mese prima di compiere quattro anni col Programma Suzuki del Peabody Institute di Baltimora. Ha partecipato a un corso Suzuki per un anno. Tra il 1984 e il 1989 ha studiato a Baltimora con Klara Berkovich. Nel 1990, a dieci anni, è stata ammessa al Curtis Institute of Music di Filadelfia, dove è diventata allieva di Jascha Brodsky. Ha studiato con lui per sette anni imparando gli studi di Kreutzer, Ševčík, Gaviniès, Rode, e i Capricci di Paganini.
Nel 1991, ha debuttato con l'Orchestra Sinfonica di Baltimora. Poco dopo, ha suonato con l'Orchestra di Filadelfia, la Cleveland Orchestra, la Pittsburgh Symphony Orchestra e la New York Philharmonic. Nel 1995 ha fatto il suo debutto internazionale in Germania con una performance del Concerto per violino di Beethoven con Lorin Maazel e la Bavarian Radio Symphony Orchestra. Il concerto è stato trasmesso in radio e televisione in Europa. Un anno dopo, Hahn ha debuttato alla Carnegie Hall di New York come solista con l'Orchestra di Filadelfia.
A sedici anni aveva già completato i requisiti richiesti dal Curtis Institute per diplomarsi, ma scelse di rimanere per seguire corsi ulteriori, fino al conseguimento di un Bachelor of Music nel 1999. Durante questo periodo ha studiato violino con Jaime Laredo, e musica da camera con Felix Galimir e Gary Graffman. In un'intervista concessa alla PBS nel dicembre 2001, ha dichiarato che tra tutte le discipline musicali, quella che più le interessa è l'interpretazione.

## Carriera

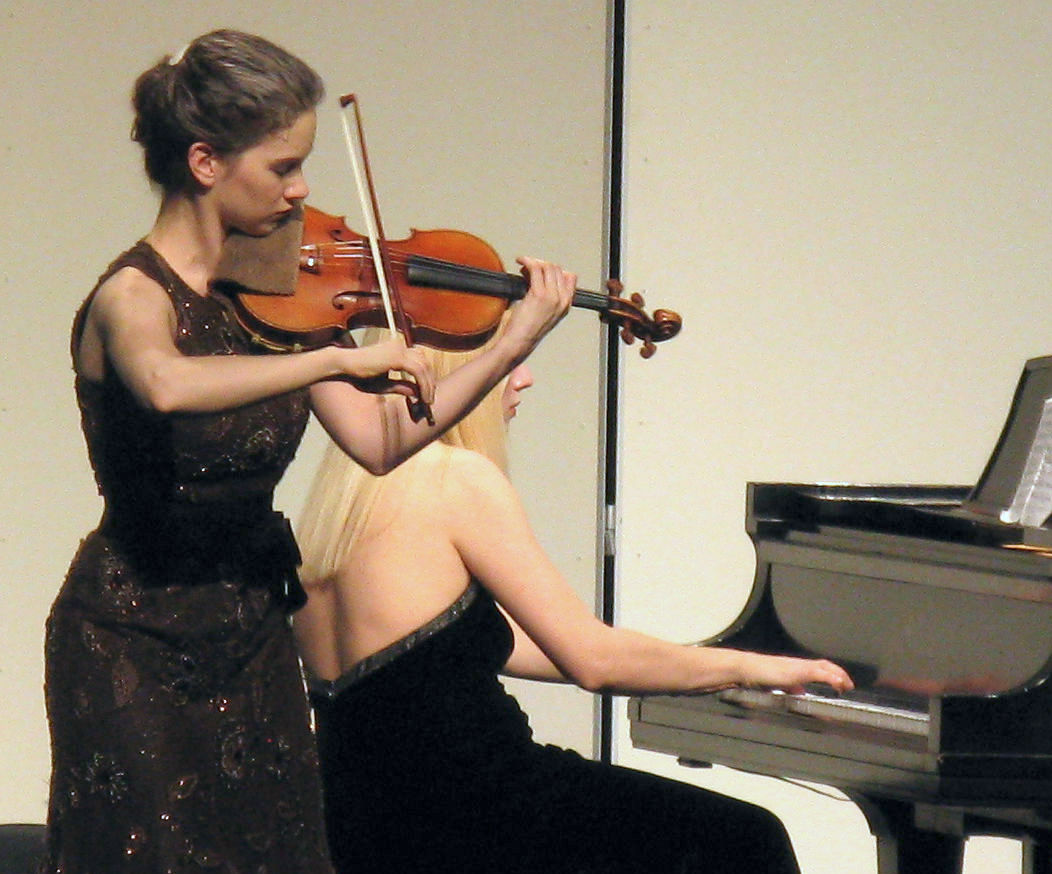
Hilary Hahn con la pianista Valentina Lisitsa nel 2009

Nel 1996, quando aveva sedici anni, la Sony Music le fece firmare un contratto in esclusiva. Alla scadenza del contratto, per un totale di cinque registrazioni in sei anni, ha deciso di non rinnovare il contratto con la Sony, firmando invece l'anno dopo per la Deutsche Grammophon.
Nel 1999 riceve la prima delle sei candidature ai Grammy per la sua incisione del Concerto per Violino di Beethoven e della Serenata sul “Simposio” di Bernstein. Nel 2002 vince il “Premio Internazionale” dell’Accademia Chigiana e la prima di tre vittorie ai Grammy. La seconda e la terza arrivano nel 2008 e nel 2014 rispettivamente. 
Dal 2016 la Hahn organizza eventi gratuiti quali concerti per genitori di neonati, beneficenze, un workshop di danza, un circolo di maglieria, dei corsi di yoga e delle attività di espressione artistica.
Nel 2024 le è offerto il premio Avery Fisher, del valore di $100.000, offerto a “strumentisti americani che abbiano ottenuto illustri risultati e abbiano raggiunto notevole eccellenza musicale”. Al premio è stata corredata una placca marmorea recante il suo nome, affissa nel Lincoln Center for the Performing Arts di New York City.
Nel 2022, Classic FM l’ha inserita all’ottavo posto nell’elenco dei migliori violinisti di tutti i tempi.
Hahn ha suonato con orchestre come la London Symphony Orchestra, la New York Philharmonic, la Stuttgart Radio Symphony Orchestra e la Singapore Symphony Orchestra. Ha debuttato con la Chicago Symphony Orchestra nel marzo 2007. Sempre nel 2007 ha suonato nella Città del Vaticano, come parte delle celebrazioni per Papa Benedetto XVI con la Stuttgart Radio Symphony Orchestra diretta da Gustavo Dudamel.
Ha iniziato ad esibirsi e tour in duo crossover con il cantautore Josh Ritter nel 2007 e con il cantautore Tom Brosseau nel 2005.
Oltre ad essere una violinista solista, Hahn si è esibita anche come musicista da camera. Dall'estate del 1992 si è esibita quasi ogni anno con la Skaneateles Festival di Musica da Camera di Skaneateles, New York. Tra il 1995 e il 2000 si è esibita e ha studiato musica da camera presso il Festival di Musica Marlboro nel Vermont, e nel 1996 ha lavorato come artista e membro del programma di mentoring musica da camera di The Chamber Music Society del Lincoln Center.
In un'intervista del 1999 con Strings Magazine, Hahn ha citato le persone che più hanno influenzato il suo sviluppo come musicista, citando David Zinman, direttore della Baltimore Symphony, e suo mentore da quando aveva dieci anni, e Lorin Maazel, con cui ha lavorato in Europa suonando con la Bavarian Radio Symphony Orchestra.
Hilary Hahn sente che a volte gli amanti della musica classica "la rendono difficile per le persone che la accostano per la prima volta. Penso che anche se le persone si presentano in jeans e borchie, è bello che tutto il mondo della cultura sia interessato alla musica. A volte la gente dimentica che è la musica ciò che importa, non il modo di comportarsi e di vestire."
Durante i concerti spera in un silenzio assoluto da parte del pubblico durante l'esecuzione. "Non per snobismo o sacro rispetto per la musica, ma solo perché così tutti (compresi gli esecutori) possono sentire. La grande musica può essere molto confortevole e rilassante, e si può dormire, a patto di non russare".

### Commissioni
La Hahn è una nota sostenitrice di odierni compositori. Nel 1999, all’età di diciannove anni, commissiona ad Edgar Meyer un concerto per violino, che poi registra con l’Orchestra da Camera di St. Paul.
Un concerto composto per lei dalla statunitense Jennifer Higdon, registrato dalla stessa Hahn nel 2010, ha vinto il Premio Pulitzer per la Musica.
La virtuosa ha anche richiesto a 26 compositori contemporanei la stesura di un breve brano ciascuno, che ha poi registrato nell’album In 27 Pieces: the Hilary Hahn Encores. Il ventisettesimo brano, scelto tramite un concorso, è dello statunitense Jeff Myers.
Alla Hahn, il compositore spagnolo Anton Garcia-Abril ha dedicato sei sonate per violino solo, ciascuna delle quali riflette un’emozione, e le cui iniziali, combinate, recitano “HILARY”. A registrarle è stata la stessa violinista, che ha pubblicato l’integrale dell’opera nel 2019.

### Strumenti
Hilary Hahn suona una copia del Giuseppe Guarneri “Il Cannone di Paganini” fabbricata dal liutaio francese Jean-Baptiste Vuillaume nel 1864. 
La virtuosa è successivamente entrata in possesso di un ulteriore strumento di Jean-Baptiste Vuillaume, fabbricato nel 1865 e liberamente basato sullo Stradivari “Alard” del 1715, utilizzato nelle ultime sue registrazioni.

## Discografia

### CD
- 1997 - Hilary Hahn Plays Bach: Sonate n° 3, BWV 1005 et Partite n° 2, BWV 1004 & n° 3, BWV 1006, Sony
- 1999 - Beethoven : Concerto per violino ; Bernstein : Sérénade (con la Baltimore Symphony Orchestra, direttore David Zinman), Sony
- 2000 - Barber : Concerti per violino ; Edgar Meyer : Concerto per violino[18] (con la The Saint Paul Chamber Orchestra, direttore Hugh Wolff), Sony
- 2001 - Brahms : Concerto per violino op. 77 ; Stravinski: Concerto per violino (con la Academy of St. Martin in the Fields, direttore Sir Neville Marriner), Sony - Miglior interpretazione solista di musica classica con orchestra (Grammy) 2002
- 2002 - Mendelssohn : Concerto per violino; Chostakovitch: Concerto per violino (con la Oslo Philharmonic Orchestra, direttore Marek Janowski & Hugh Wolff), Sony
- 2003 - Bach : Concertos per violino (BWV 1042, 1043, 1041 & 1060) (con i solisti Margaret Batjer, Allan Vogel e la Los Angeles Chamber Orchestra, diretta da Jeffrey Kahane), Deutsche Grammophon
- 2004 - The Village Colonna sonora di James Newton Howard
- 2004 - Edward Elgar: Concerto per violino, Ralph Vaughan Williams: The Lark Ascending (con la London Symphony Orchestra, direttore Sir Colin Davis), DGG
- 2005 - Mozart : Sonate per violino e pianoforte K.301, 304, 376, 526 (con Natalie Zhu), Deutsche Grammophon
- 2006 - Niccolò Paganini: Concerto per violino n° 1 ; Louis Spohr: Concerto per violino n° 8 "in modo di scena cantata" (con l'Orchestra Filarmonica della radio svedese, direttore Eiji Oue), DGG
- 2007 - Der Kleine Hörsaal - Die Geige mit Hilary Hahn, DGG (solo per il mercato tedesco)[19]
- 2008 - Arnold Schönberg: Concerto per violino, op. 36; Jean Sibelius: Concerto per violino en re minore, op. 47 (con l'Orchestra Filarmonica della radio svedese, direttore Esa-Pekka Salonen), Deutsche Grammophon - Miglior interpretazione solista di musica classica con orchestra (Grammy) 2008
- 2008 - Begegnung mit Hilary Hahn, DGG (solo per il mercato tedesco)[20]
- 2010 - Jennifer Higdon: Concerto per violino[21]; Pëtr Il'ič Čajkovskij: Concerto per violino in re maggiore, op. 35 (con l'Orchestra filarmonica reale di Liverpool, direttore Vasilij Ėduardovič Petrenko), DGG
- 2010 - Bach, Violino e voce (Arie e duetti per soprano, basso e violino) (con Goerne, Schäfer, Liebreich), Deutsche Grammophon
- 2011 - Charles Ives: 4 Sonate per violino e pianoforte (con Valentina Lisitsa), Deutsche Grammophon
- 2011 - Ciaikovsky Higdon, Concerto per violino (con l'Orchestra filarmonica reale di Liverpool, direttore Vasilij Ėduardovič Petrenko), 2009 Deutsche Grammophon
- 2012 - Hahn Hauschka, Silfra 12 brani per violino e pianoforte preparato (con Hauschka), Deutsche Grammophon
- 2013 - In 27 Pieces: The Hilary Hahn Encores, I bis di Hilary Hahn (con Cory Smythe), Deutsche Grammophon - Grammy Award for Best Small Ensemble Performance 2015
- 2014 - Mozart: Violin Concerto No. 5 in A Major, K. 219 - Vieuxtemps: Violin Concerto No. 4 in D Minor, Op. 31 (con The Deutsche Kammerphilharmonie Bremen, direttore Paavo Järvi), Deutsche Grammophon
- 2018 - Hilary Hahn Plays Bach: Sonata No. 1 BWV 1001, Partita No. 1 BWV 1002, Sonata No. 2 BWV 1003, Decca

### DVD
- 2007 - Hilary Hahn - A Portrait, DGG
- 2007 - Birthday Concert - Pope Benedict XVI, DGG

### Apparizioni come ospite
- 2005 - To Russia My Homeland nell'album Worlds Apart dei ...And You Will Know Us by the Trail of Dead[22]
- 2006 - Witch's Web nell'album So Divided dei ...And You Will Know Us by the Trail of Dead
- 2007 - Fork in the Road e Blue Part of the Windshield nell'album Grand Forks di Tom Brosseau.